# حكومة عصمت إينونو الخامسة
حكومة عصمت إينونو الخامسة (بالتركية: V İnönü Hükûmeti) هي الحكومة التركية السادسة في تركيا (بالتركية: 6. Türkiye Hükûmeti) بدأت أعمالها في 27 سبتمبر 1930 في عهد رئيس الجمهورية الغازي مصطفى كمال باشا.

## خلفية
وفق طلب مصطفى كمال باشا في وجوب التعددية الحزبية أسس الحزب الجمهوري الليبرالي كحزب معارض داخل البرلمان، مما جعل حزب الشعب الجمهوري يحتوي التحركات الجديدة في البرلمان ويدفع بإعادة تكليف عصمت باشا تشكيل الحكومة الجديدة.

## قائمة أعضاء المجلس
الأسماء بين قوسين هي الأسماء التي إختارها الأفراد كألقاب لعائلاتهم بعد تبني قانون الألقاب وحذف الألقاب العثمانية 1934.
| المنصب                        | الاسم                     | ملاحظة العهدة                   |
| ----------------------------- | ------------------------- | ------------------------------- |
| رئيس الوزراء                  | عصمت باشا                 |                                 |
| وزير العدل                    | يوسف كمال بك (تنغيرشنك)   |                                 |
| وزير الخارجية                 | توفيق روستو بك (أراس)     |                                 |
| وزير المالية                  | محمد شوكرو بك (ساراجلوبك) | 27 سبتمبر 1930 / 25 ديسمبر 1930 |
| وزير المالية                  | مصطفى عبد الخالق بك رندا  | 25 ديسمبر 1930 / 5 ماي 1931     |
| وزير الدفاع الوطني            | مصطفى عبد الخالق بك رندا  | 27 سبتمبر 1930 / 25 ديسمبر 1930 |
| وزير الدفاع الوطني            | عزيز زيكاي بك (أبايدين)   | 25 ديسمبر 1930 / 5 ماي 1931     |
| وزير الداخلية                 | محمد شاكرو بك (كايا)      |                                 |
| وزير الاقتصاد                 | مصطفى عريف بك (أوزكان)    |                                 |
| وزير التربية                  | إسات بك (ساجاي)           |                                 |
| وزير الصحة والتضامن الاجتماعي | رفيق بك                   |                                 |
| وزير الأشغال العامة           | عزيز زيكاي بك (أبايدين)   | 27 سبتمبر 1930 / 29 ديسمبر 1930 |
| وزير الأشغال العامة           | حلمي بك (أوران)           | 29 ديسمبر 1930 / 5 ماي 1931     |

## انهيار الحكومة
استقال رئيس الوزراء عصمت باشا قبل إجراء الانتخابات البرلمانية 4 ماي 1931 وأعاد تشكيل الحكومة الجديدة.